# 阮神獻
阮神献（1857年—1914年），是越南在法国殖民时期的一位独立运动家。他与潘佩珠、潘周桢处在同一个时代，被认为是当时最杰出的南方士绅独立运动家。
出生在湄公河三角洲的河仙，他的父亲在阮朝统治南圻的最后几年里担任永隆省的一个地方官。阮神献自幼聪慧，1876年，他做好去顺化参加会试。然而第二年，南圻就被法国殖民占领。阮神献失去了参加科举考试的机会，在法国殖民政府中任职。但他对法国殖民统治很不满，并接触了不少反法人士和思想。
1904年，潘佩珠来到湄公河三角洲一带的时候，经人介绍认识了阮神献。阮神献家中富裕，在之后的东游运动中，阮神献出钱资助越南人去日本留学。